# Västlig skogssmyg
Västlig skogssmyg (Automolus virgatus) är en fågel i familjen ugnfåglar inom ordningen tättingar.

## Utbredning och systematik
Västlig skogssmyg delas in i fyra underarter med följande utbredning:
- Automolus virgatus nicaraguae – östra Nicaragua
- Automolus virgatus virgatus – Costa Rica och västra Panama
- Automolus virgatus assimilis – östra Panama till västra Colombia och västra Ecuador
- Automolus virgatus cordobae – nordvästra Colombia

## Status
IUCN kategoriserar den som livskraftig.